# Michael H. F. Brock
Michael H. F. Brock (* 28. November 1961 in Biberach an der Riß) ist ein deutscher römisch-katholischer Geistlicher. 

## Leben
Nach seiner Diakonweihe 1990 in Rottenburg am Neckar war Michael Brock in Neugereut tätig. Am 27. Juni 1992 empfing er durch Walter Kasper, Bischof von Rottenburg-Stuttgart, in der Basilika St. Martin in Weingarten die Priesterweihe. 1992 wurde er Vikar in Kirchheim unter Teck; 1994 Pfarrer der Pfarre Heilig-Kreuz-Kirche Sommerrain. Er war stellvertretender Dekan des Dekanats Stuttgart-Bad Cannstatt (1995–1999) und Vorsitzender der Gesamtkirchengemeinde Stuttgart-Neckar (1995–1999) sowie Dekan des Dekanats Stuttgart-Bad Cannstatt (1999–2001).
2001 wurde Michael Brock zum Dompfarrer der Stuttgarter Kathedralkirche St. Eberhard ernannt und war von 2001 bis 2011 Stadtdekan von Stuttgart. Zudem war er Regionaldekan in der politischen Region Stuttgart und Direktor des Verbindungsbüros der Diözese Rottenburg-Stuttgart zum Verband Region Stuttgart. Bis 2009 hatte er den Vorsitz der Gesamtkirchengemeinde Stuttgart inne.
Zum 1. Februar 2002 wurde Michael Brock von Papst Johannes Paul II. zum Päpstlichen Ehrenprälaten ernannt.
2005 wurde Brock von Kardinal-Großmeister Carlo Kardinal Furno zum Ritter des Ritterordens vom Heiligen Grab zu Jerusalem ernannt und am 1. Oktober 2005 im Magdeburger Dom durch Anton Schlembach, Großprior des Ordens, investiert. Von 2013 bis 2017 war er Prior der Südwestdeutschen Provinz; sein Nachfolger ist Winfried Schwab, Abt der Benediktinerabtei Neuburg bei Heidelberg.
Von 2011 bis 2024 war Brock Vorstand der Stiftung Liebenau, einem Sozial-, Gesundheits- und Bildungsunternehmen mit rund 350 sozialen Angeboten und Diensten an über 100 Standorten und rund 8700 Mitarbeitenden. 2024 wurde ihm das Ehrenzeichen der Stiftung Liebenau verliehen.

## Schriften
- In mir ist ein Gespräch. Junge Lyrik, 1987, ISBN 3-8050-0179-7.
- Der kleine Prophet, 1998, ISBN 3-9803929-0-2.
- Augenblicke mit Jesus. Ein Begleiter durchs Kirchenjahr. Kösel 1997, ISBN 3-466-36477-9.
- "Gottesdienste vorbereiten": Advent und Weihnachten feiern, Bergmoser u. Höller 1999, ISBN 3-88997-115-6, zusammen mit Anne Enderwitz, Gabriele Miller
- "Gottesdienste vorbereiten": Karwoche und Ostern feiern, Bergmoser u. Höller 1999, ISBN 3-88997-091-5, zusammen mit Anne Enderwitz, Gabriele Miller
- Heilig-Kreuz-Kirche Stuttgart. Ein Dreiklang. Schnell + Steiner 2000 ISBN 3-7954-1324-9
- "Gottesdienste vorbereiten": Fundgrube für Meditation und Gebet, Bergmoser u. Höller 2001, ISBN 3-88997-143-1, zusammen mit Anne Enderwitz, Gabriele Miller
- Die Nacht der Freude. Nikodemus und Jesus, Katholisches Bibelwerk 2004, ISBN 3-460-33170-4 (auch auf CD)
- Berührungen. Begegnungen mit Jesus. Patmos Verlag 2010, ISBN 978-3-7966-1501-6.
- Die letzten Tage. Begegnungen mit Jesus. Patmos Verlag 2014 ISBN 978-3-8436-0505-2
- In unserer Mitte – Der Mensch. Ein Essay. Stiftung Liebenau 2015
- Wie alles begann. Begegnungen mit Jesus. Patmos Verlag 2015 ISBN 978-3-8436-0661-5
- Was bleibt. Begegnungen mit Jesus. Patmos Verlag 2016 ISBN 978-3-8436-0804-6
- Das Vermächtnis. Begegnungen mit Jesu. Patmos Verlag 2017 ISBN 978-3-8436-0982-1
- Gemüsesuppe zum Kaffee. Geschichten aus Liebenau. Patmos Verlag 2018 ISBN 978-3-8436-1082-7
- Der Engel mit dem Marmorkuchen … und andere Geschichten zur Weihnacht. Patmos Verlag 2019 ISBN 978-3-8436-1169-5
- Über Wasser gehen. Jesus von Nazaret – Antwort auf die Krise des Glaubens. Patmos Verlag 2020 ISBN 978-3-8436-1270-8
- Evangelium nach Maria. Nachfolge Jesu mit der Frau aus Magdala. Patmos Verlag 2022 ISBN 978-3-8436-1410-8
- Von Zeit zu Zeit. Patmos Verlag 2024 ISBN 978-3-8436-1564-8